# My World
My World e първото EP на Джъстин Бийбър. Албумът е първият от двете дебютни части на my world и my world 2.0.
Албумът е приет добре от критиците. Достига номер 5 в САЩ Billboard 200, със 137 000 продадени копия за първата седмица.
Албумът става платинен в САЩ, а през ноември 2010 става двойно платинен в Канада

## Песни
One Time е дебютния сингъл на Бийбър. Критикувана е зареди качеството на текста и вокалите. Достига на 12 място в Канада, 20 в САЩ, 11-о в Англия. Постига международен успех в Германия, Белгия и Австрия и увековечена в Австралия, Австрия, Холандия и Ирландия. Във видеото участва Ъшър и приятелят му Раян Бътлър. Видеото се развива в къщата на Ъшър където Бийбър е организирал парти.
One Less Lonely Girl излиза на 6 октомври 2009. Песента получава положителни отзиви. Песента била на върха на класациите в Англия, БелгияГермания и САЩ. В САЩ песента дебютира на 16 място със 113 хиляди продадени копия. По късно песента достига 2 място, като измества 3 на Бритни Спиърс.
Love Me e първият промо сингъл на Бийбър. Песента е най-високо оценена от критиците. Като отбелязват доброто електро и денс звучене. Дебютира на 37 място в САЩ и 12 в Канада

## Списък с песни
| Заглавие на песен                  | композитор                                                                        | времетраене |
| ---------------------------------- | --------------------------------------------------------------------------------- | ----------- |
| One time                           | Триско Стюарт, Дъ Джриъм, Джеймс Бънтън, Корол Кол                                | 3:35        |
| Favorite Girl                      | Антреа Бричет, Анеша Бричет, D'Mile, Делиша Томас                                 | 4:16        |
| Down to Earth                      | Джъстин Бийбър, Миди Мафия, Мейсън Леви, Карлос Бати, Стивън Бати-The Jackie Boyz | 4:05        |
| Bigger                             | Джъстин Бийбър, Миди Мафия, Дапо Тормио, Франк Оушън                              | 3:17        |
| One Less Lonely Girl               | Езекиал Левис, Балева Мухамед, Шон Хамилтън, Зуик Шин, Ъшър Реймънт четвърти      | 3:49        |
| First Dance                        | Раян Ловет, Длай Рейнолдс, Александър Парм младши                                 | 3:42        |
| Love Me                            | Питър Свинсъня, Нина Персън, Филип Ларенз, Ари Ливайн                             | 3:12        |
| Common Denominator (бонус песен)   | Джъстин Бийбър, Бейбигърл                                                         | 4:09        |
| One Less Lonely Girl (бонус песен) | Езекиал Левис, Балева Мухамед, Шон Хамилтън, Зуик Шин, Ъшър                       | 3:48        |